# Harada Yoshinobu
Yoshinobu Harada (sinh ngày 17 tháng 5 năm 1986) là một cầu thủ bóng đá người Nhật Bản.

## Sự nghiệp câu lạc bộ
Yoshinobu Harada đã từng chơi cho Mito HollyHock, Tochigi Uva FC, V-Varen Nagasaki và Zweigen Kanazawa.